# A magyar labdarúgó-válogatott mérkőzései 2002-ben
A magyar labdarúgó-válogatott 2002-ben 10 mérkőzést játszott. Mindössze két találkozó volt tétmérkőzés, melyeket Svédország és San Marino ellen játszottak a 2004-es labdarúgó-Európa-bajnokság-selejtezőinek keretében. Svédországban 1–1-es döntetlen született, míg a Megyeri úti, San Marino elleni selejtező a szünetben beállt Gera Zoltán mesterhármasával dőlt el. Az évkezdő ciprusi torna mérlege két mérkőzés, két vereség. Felkészülési találkozón, hazai pályán Fehéroroszországtól súlyos, 5–2-es vereséget szenvedett a nemzeti csapat. Augusztusban Puskás Ferenc tiszteletére barátságos mérkőzésen fogadta a válogatott Spanyolországot, melyen bravúros, 1–1-es döntetlen született. Az Európa-bajnokság selejtezői előtti utolsó felkészülési találkozón Izland vendégeként nyert a csapat 2–0-ra. Moldovával kétszer is találkozott a válogatott, előbb idegenben 2–0-s magyar győzelem született, majd itthon 1–1-re végeztek a csapatok. A 2002-es esztendőben a legeredményesebb játékosok Kenesei Krisztián és Gera Zoltán voltak, ők mindketten három-három gólt szereztek.

## Eredmények
Barátságos mérkőzés
| 759. mérkőzés 2002. február 12. | Magyarország | 0 – 2                           | Csehország             | Lárnaka, Ciprus Nézőszám: 500 Játékvezető: Paníkosz Kailísz (ciprusi) |
| 759. mérkőzés 2002. február 12. |              | (0 – 1) (Jegyzőkönyv) Részletek | Koloušek 5' Koller 65' | Lárnaka, Ciprus Nézőszám: 500 Játékvezető: Paníkosz Kailísz (ciprusi) |

Barátságos mérkőzés
| 760. mérkőzés 2002. február 13. | Magyarország | 1 – 2                           | Svájc                   | Limassol, Ciprus Nézőszám: 200 Játékvezető: Szokratisz Szokratusz (ciprusi) |
| 760. mérkőzés 2002. február 13. | Gyepes 82'   | (0 – 0) (Jegyzőkönyv) Részletek | Magnin 53' H. Yakın 56' | Limassol, Ciprus Nézőszám: 200 Játékvezető: Szokratisz Szokratusz (ciprusi) |

Barátságos mérkőzés
| 761. mérkőzés 2002. március 27. | Moldova | 0 – 2                           | Magyarország            | Chișinău Nézőszám: 2 000 Játékvezető: Vitalij Ivanovics Hoduljan (ukrán) |
| 761. mérkőzés 2002. március 27. |         | (0 – 1) (Jegyzőkönyv) Részletek | Kenesei 14' Tóth N. 50' | Chișinău Nézőszám: 2 000 Játékvezető: Vitalij Ivanovics Hoduljan (ukrán) |

Barátságos mérkőzés
| 762. mérkőzés 2002. április 17. | Magyarország                        | 2 – 5                           | Fehéroroszország                                   | Debrecen Nézőszám: 4 500 Játékvezető: Salomir (román) |
| 762. mérkőzés 2002. április 17. | Kenesei 14' Fehér M. 85' (11-esből) | (1 – 4) (Jegyzőkönyv) Részletek | Hleb 24' Kutuzav 28' 33' Hackevics 43' Kacsuro 75' | Debrecen Nézőszám: 4 500 Játékvezető: Salomir (román) |

Barátságos mérkőzés
| 763. mérkőzés 2002. május 8. | Magyarország | 0 – 2                           | Horvátország                    | Pécs Nézőszám: 9 000 Játékvezető: Fritz Stuchlik (osztrák) |
| 763. mérkőzés 2002. május 8. |              | (0 – 2) (Jegyzőkönyv) Részletek | Dárdai 11' (öngól) N. Kovač 24' | Pécs Nézőszám: 9 000 Játékvezető: Fritz Stuchlik (osztrák) |

Barátságos mérkőzés
| 764. mérkőzés 2002. augusztus 21. | Magyarország | 1 – 1                           | Spanyolország                         | Puskás Ferenc Stadion, Budapest Nézőszám: 20 000 Játékvezető: Fleischer (német) |
| 764. mérkőzés 2002. augusztus 21. | Miriuţă 72'  | (0 – 0) (Jegyzőkönyv) Részletek | Tamudo 55' Puyol 71' García Calvo 88' | Puskás Ferenc Stadion, Budapest Nézőszám: 20 000 Játékvezető: Fleischer (német) |

Barátságos mérkőzés
| 765. mérkőzés 2002. szeptember 7. | Izland             | 0 – 2                           | Magyarország                         | Reykjavík Nézőszám: 3 000 Játékvezető: Jari Maisonlahti (finn) |
| 765. mérkőzés 2002. szeptember 7. | R. Kristinsson 75' | (0 – 0) (Jegyzőkönyv) Részletek | Lőw 81' Dárdai 90' Urbán 52' Lőw 85' | Reykjavík Nézőszám: 3 000 Játékvezető: Jari Maisonlahti (finn) |

2004-es labdarúgó-Európa-bajnokság-selejtező
| 766. mérkőzés 2002. október 12. | Svédország                                                     | 1 – 1                           | Magyarország                                     | Råsunda Stadion, Stockholm Nézőszám: 35 084 Játékvezető: Stark (német) |
| 766. mérkőzés 2002. október 12. | Ibrahimović 75' Ibrahimović 40' Linderoth 53' Mi. Svensson 85' | (0 – 1) (Jegyzőkönyv) Részletek | Kenesei 5' Lipcsei 25' Fehér Cs. 36' Lisztes 38' | Råsunda Stadion, Stockholm Nézőszám: 35 084 Játékvezető: Stark (német) |

2004-es labdarúgó-Európa-bajnokság-selejtező
| 767. mérkőzés 2002. október 16. | Magyarország               | 3 – 0                           | San Marino                              | Megyeri úti stadion, Budapest Nézőszám: 8 000 Játékvezető: Orrason (izlandi) |
| 767. mérkőzés 2002. október 16. | Gera 49' 60' 87' Urbán 57' | (0 – 0) (Jegyzőkönyv) Részletek | R. Selva 63' Valentini 67' Vannucci 68' | Megyeri úti stadion, Budapest Nézőszám: 8 000 Játékvezető: Orrason (izlandi) |

Barátságos mérkőzés
| 768. mérkőzés 2002. november 20. | Magyarország | 1 – 1                           | Moldova               | Üllői úti stadion, Budapest Nézőszám: 6 000 Játékvezető: Sowa (osztrák) |
| 768. mérkőzés 2002. november 20. | Dárdai 55'   | (0 – 1) (Jegyzőkönyv) Részletek | Patula 14' Ivanov 45' | Üllői úti stadion, Budapest Nézőszám: 6 000 Játékvezető: Sowa (osztrák) |